# Pramuan Saphawasu
 (avril 2019).
Si vous disposez d'ouvrages ou d'articles de référence ou si vous connaissez des sites web de qualité traitant du thème abordé ici, merci de compléter l'article en donnant les références utiles à sa vérifiabilité et en les liant à la section « Notes et références ».
Pramuan Saphawasu est un homme politique thaïlandais, né le 29 novembre 1927 à Ayutthaya en Thaïlande et mort le 27 janvier 2002. Il a été vice-Premier ministre, ministre des Finances et ministre de l'Industrie.
Pramuan a été plusieurs fois élu député d'Ayutthaya. Il est ministre des Finances entre 1988 et 1990, alors que l'économie thaïlandaise est en essor depuis 20 ans et que la croissance atteint 11 %. Les exportations battent des records, la production de riz a augmenté de 50 % et la production industrielle de 40 %. À la fin de son mandat, le budget de la Thaïlande est à l'équilibre pour la première fois de son histoire.
Il se retire de la politique en 1992 et meurt dix ans plus tard, à l'âge de 74 ans.